# René Moawad
René Moawad (arabiska: رينيه معوض), född 17 april 1925 i Tripoli, Libanon, död 22 november 1989 i Beirut, var libanesisk politiker och advokat. Han var Libanons president i 17 dagar, innan han dödades i ett bombattentat.

## Biografi
René Moawad var son till borgmästaren Anis Bey Moawad och hans hustru Evelyn Shalhoub, och tillhörde en framstående Zghartasläkt. Han var maronitisk katolik. Han studerade juridik vid Université Saint-Joseph i Beirut, och fick efter examen anställning vid en advokatbyrå som leddes av den förre premiärministern Adballah El-Yaffi.
1951 började Moawad engagera sig politiskt, då han utan framgång kampanjade för att väljas in för Zgharta i Nationalförsamlingen. Han lyckades dock bli invald 1957, och återvaldes 1960, 1964, 1968, och 1972. Parlamentsvalet 1972 var det sista innan inbördeskriget omöjliggjorde val.
Han arresterades kortvarigt 1952 för att ha deltagit i upproret som tvingade president Bechara El Khoury, Libanons förste president efter självständigheten, att avgå. Han hamnade också på kant med efterträdaren, president Camille Chamoun, vilket resulterade i att han gick i exil. Det var under den tiden han invaldes som parlamentsledamot.
Moawad blev en stark bundsförvant till den näste presidenten, Fuad Chehab. I premiärminister Rashid Karamis regering blev han bland annat post- och teleminister. 1970 bröt han med chehabisterna, när han stödde Suleiman Frangieh vid presidentvalet mot Elias Sarkis. Frangieh vann med en rösts marginal.
Han återinträdde i regeringen 1980 som minister under premiärminister Shafik Wazzan, men stödde Wazzans fiende Bashir Gemayel i presidentvalet.
Efter Taifavtalet, kunde Nationalförsamlingen återgå till sin normala funktion. De sammanträdde den 5 november 1989 på en flygbas i norra Libanon, och Moawed valdes då till landets president - 409 dagar efter att företrädaren Amine Gemayel ställt posten till förfogande efter att hans mandatperiod löpt ut. Sedan dess hade landet haft två grupper som gjorde anspråk på att vara regeringar, en muslimsk och en kristen - enligt konstitutionell praxis skall Libanons president vara kristen. Samma dag godkände han den fredsplan som Arabförbundet lagt fram. Sjutton dagar senare firade han årsdagen för Libanons självständighet, den 22 november. På hemfärden detonerade en 150-kilos bomb vid vägkanten när hans bilkortege passerade, vilket tog Moawads liv och 7 andras. Premiärministern Salim Hoss och talmannen Hussein Huseini vilka deltog i kortegen klarade sig. Händelsen har aldrig utretts.
Moawad, som betraktades som Syrienvänlig, hade stöd i nästan alla läger när han valdes: av falangister, den israeliska milisen, arabvärlden inklusive Syrien, USA, Sovjetunionen, och FN. En som opponerat sig mot utnämningen och fredsplanen var general Michel Aoun. Eftersom ingen gärningsman kunde gripas började spekulationerna sätta fart om vem den skyldiga kunde vara, och vilka motiv som kunde ha legat bakom. Bland de som anklagades fanns Michel Aoun, Irak, Syrien, Iran, men utan att vare sig enighet eller bevis kunde läggas fram till någon teori.
Den 24 november valdes Elias Hrawi till hans efterträdare.

### Fotnoter
1. 1 2  Anno 89, Stockholm 1990, s. 49, 52 f
2. ↑  Anders Berggren, "Nya makthavare i Iran och Libanon", Anno 89, Stockholm 1990, s. 109